# Список дворянских родов Херсонской губернии

## Дворянские роды Херсонской губернии на 1828 год
Абаза, Агищевы, Акацатовы, Александровичи, Алейниковы, Альбранты, Базилевичи, Бановы, Бантыши, Баратовы, Белоусовичи, Белые, Бирзул, фон-Бистром, Блажковы, Блонские, Богдановичи, Бодаква, Борисенко, Боровики, Брашевановы, Бредихины, Булацели, Булгаковы, Бутовичи, Велентий, Величковские, Вертиляки, Волосовичи, Волошиновы, Высочины, Гавриловы, Гавришевы, Гаевские, Галицкие, Ганские, Генбачевы, Гижицкие, Греки, Григоровичи, Гросул-Толстые, Горохольские, Гудимы, Гунаропуло, Демяненко, Дмитренко, Достанич, Дремлюга, Евреиновы, Езерские, Жаховские, Жекулы, Живковичи, Жуковские, Журавские, Завадовские, Завадские, Значко-Яворские, Иовичи, Калагеоргии, Кантакузины, Кантаржа, Капуста, Карачон, Касиновы, Касперовы, Кващенко, Квитка, Кефала, Кирияковы, Клейст, Кобле, Колчаки, Комарницкие, Комнино, Комстадиусы, Конбурлеи, Константиновы, Корбе, Корженевские, Косюры, Кошевские, Кугушевы, Кузминские, Купчинские, Курдимановы, Левицкие, Левуцкие, Левченко, Леонтовичи, Либгарты, Липские, Лобри, Лозовичи, Лореры, Лукашевичи, Лутковские, Мазараки, Макухины, Манвеловы, Мелетины, Мерцаловы, Модзалевские, Мунтяновы, Набоковы, Навроцкие, Назаренко, Неверовские, Негрескулы, Нестеренко, Никоры, Никорицы, Носенки, Ольховские, Орленко, Остен-Сакены, Острожские, Панголо, Парецкие, Паризо, Паркалабы, Паскан-Парецкие, Перепелицыны, Пещанские, Пивоваровичи, Пищевичи, Пржевалинские, Прокоповичи, Рафтопуло, Рашевские, Ревуцкие, Репнинские, Рогуля, Романовы, Романовские, Руденко, Рустановичи, Савичи, Самборские, Самойленко, Самойловичи, Самофаловы, Саханские, Сахновские, Семенюты, Сербиновы, Синеоковы, Скадовские, Скальковские, Скаржинские, Скляревичи, Скули, Скуртули, Славинские, Соколовские, Сочевановы, Станиславские, Степановы, Стратимировичи, Стронские, Сухомлиновы, Танские, Трегубовы, Туркулы, Ульяновы, Уманские, Унтиловы,Федоровы, Флоринские, Фроловы, Хандаковы, Хмельницкие, Царенко, Цитовичи, Чернопольские, Чернявские, Чорбы, Шебеко, Шевляковы, Шишкины, Шмит, Шостаки, Шульженко, Эрдели, Яворские, Якубовские, Якшичи.

## Дворянские роды Херсонской губернии до 1894 года
Абаза, Авраменковы, Агищевы, Акацатовы, Алкалаевы-Калагеоргии, Альбрандт, Анагности-Скули, Андреевские, Андреевы, Андриевские, Апостол-Кегичи, Апостоли, Артюшенко, Астафьевы, Афанасьевы, Бановы, Бантыши, Башинские, Беккеры, Белые, Белоусовы, Белоусовичи, Бирзулы, Блажковы, Богдановичи, Бредихины, Бугримовы, Булацели, Булгаковы, Бурмейстеры, Бурхановские, Бутовичи, Вагнеры, Вартминские, Величковские, Вергопуло, Волошиновы, Волошины, Восколовичи, Выговские, Высочины, Гавриловы, Гавришевы, Ганские, Генбачевы, Гижицкие, Гладкие, Горбенко, Горголи, Гордовы, Григоренко, Гриневичи, Гросул-Толстые-Топор, Грохольские, Гунаропуло, Даль, Демьяненко, Демяненко, Демяненковы, Депп, Дмитренко, Довгаль, Донцовы, Дремлюги, Дубина-Княжицкие, Евреиновы, Есауловы, Живковичи, Жуковские, Журавские, Заводовские, Завадские, Зимницкие, Значко-Яворские,Иваницкие, Ильяшевичи, Иовичи, Калагеоргии, Кантакузины, Капуста, Карачон, Кармазины, Карновичи, Касиновы, Касперовы, Катаржи, Качиони, Кващенко, Кефалы, Кирияковы, Колчак, Комарницкие, Комбурлей, Комнино, Комстадиусы, Кондрацкие, Корбе, Корженевские, Кошембар, Кривошеи, Криницкие, Крыжановские, Кугушевы, Кудашевы, Кумани, Курисы, Кушакевичи, Левицкие, Левицкие(Рогаль), Левуцкие, Леонтовичи, Лепнины(Липнины), Либгарт, Липские, Лозовичи, Лорер, Лоские, Лутковские, Мазараки, Максименко, Макухины,  Маразли, Мариничи, Мартосы-Куликовские, Махно, Маяковские, Мелетины, Метакса, Милорадовичи, Мунтяновы, Миятовичи, Навроцкие, Неверовские, Некоры, Нестеренко, Никорицы, Ниценко, Новаковские, Новицкие, Носенко, Оленич-Гнененко, Оленниковы, Ольховские, Орленко, Палеолог, Папа-Афанасопуло, Паскевичи, Перепелицыны, Петрушевские, Пиваровичи, Пивоваровы, Пищевичи, Поддубные, Попандопуло, Потемкины, Пржегалинские, Пфунты, Пятницкие, Рафтопуло, Ревуцкие, Рогалевы, Рогули, Россохи, Руденко, Рустановичи, Рустицкие, Савицкие, Савичи, Саговские, Самойленковы, Самойловичи, Самофаловы, Саражиновичи, Севастьяновы, Сербины, Сербиновы, Сергеевы, Склифассовские, Скульские, Соколовские, Соляниковы, Сорочинские, Сочевановы, Станиславские, Станкевичи, Стебаховы, Стенбок-Фермор, Стратомировичи, Струтинские, Сухомлиновы, Сивак , Танские, Тарковские, Тарнавские, Твердомедовы, Тимковские, Томары, Томашевские, Трегубовы, Туркулы, Угричич-Требинские, Ульяновы, Унтиловы, Федоровы,Федоровичи, Флоринские, Фроловы, Хартуляри, Хмельницкие, Царенковы, Цитовичи, Чернопольские, Чернявские, Чечели, Чорба, Шаблевичи, Шаулы, Шестаковы, Шишкины, Шкляревичи, Шмидт, Шостаки, Шостенко, Шульга, Щербинские, Эрдели, Юркевичи, Яворские, Якшичи, Яндаловские.